# Josh Olson
Josh Olson (Fargo, 13 luglio 1981) è un ex hockeista su ghiaccio statunitense, di ruolo attaccante.

## Carriera
Olson vanta una estesa militanza in AHL, la seconda lega più importante americana, dove ha giocato per sei stagioni, dal 2001 al 2007. Prima di venire a giocare in Europa, Olson esordì in NHL, con i Florida Panthers, squadra dalla quale era stato scelto nel 2001 (190º assoluto).
L'esordio nella massima lega americana è arrivato nel 2003: 5 partite e anche una rete per l'attaccante americano.
Nel 2007 ha deciso di giocare in Italia, con la maglia del Renon. Al termine della stagione, conclusa con il secondo posto, è risultato essere il capocannoniere del campionato con 72 punti.
Nel 2008 si trasferisce all'HC Bolzano, dove ritrova Ryan Jardine, suo compagno di squadra per quattro anni ai tempi dell'American Hockey League.
Il 20 settembre 2008 ha vinto il suo primo trofeo di squadra in Italia: la Supercoppa italiana. A questo sono seguiti la Coppa Italia, il terzo posto in IIHF Continental Cup e lo scudetto. Nella successiva estate è poi passato agli Hannover Indians, nella seconda serie tedesca, dove ha raccolto 7 reti e 10 assist in 21 partite prima di tornare, nel gennaio del 2010, al Bolzano.

## Palmarès

### Club
- Campionato italiano: 1

Bolzano: 2008-2009
- Coppa Italia: 1

Bolzano: 2008-2009
- Supercoppa italiana: 1

Bolzano: 2008

### Individuale
- Maggior numero di reti della Serie A: 1

2007-2008 (27 reti)
- Capocannoniere della Serie A: 1

2007-2008 (58 punti)